# 五溝水 (文化資產)
五溝水位於屏東縣萬巒鄉五溝村，為屏東縣政府於2008年5月19日公告為「聚落建築」類文化資產，是為台灣第一個指定保存的客家聚落。

## 概述
五溝水聚落保存劃定範圍為屏東縣萬巒鄉五溝村全行政區域，地籍地號為屏東縣萬巒鄉五溝水段，總劃定範圍達510公畝，其中包含有東興、西盛、大林、得勝等四庄（在新行政區劃中已無相應的行政區劃，皆為五溝村）。
重點保存對象包含：夥房建築（如：觀海山房、和興夥房及劉氏大我祖堂等）、無形文化資產（如：攻炮城、伯公信仰等）、墓葬群及溝渠與周邊生態。
目前五溝水聚落建築有部分毀損的狀況，但因為建築物多為私有，住戶修繕自籌款繳納意願不高的情況下，由政府主導的修繕工作進度緩慢。